# Ilona Fekete
Ilona Fekete (* 1. Januar 1926) ist eine ehemalige ungarische Weitspringerin, Sprinterin und Mittelstreckenläuferin.
Bei den Leichtathletik-Europameisterschaften 1946 in Oslo wurde sie Achte im Weitsprung.
Fünfmal wurde sie Ungarische Meisterin im Weitsprung (1942, 1943, 1945–1947), je zweimal über 100 m (1943, 1945), 800 m (1946, 1947) und im Crosslauf (1943, 1944) sowie einmal über 200 m (1945).
Ihre persönliche Bestleistung im Weitsprung von 5,55 m stellte sie am 17. August 1947 in Budapest auf.